# Instituto Internacional de Sociología
El Instituto Internacional de Sociología (en francés Institut International de Sociologie, IIS) fue creado en 1893, por iniciativa de René Worms en París, Francia.
Desde el punto de vista de los fundadores el objetivo principal del IIS era importante reunir a las diferentes personas que estaban interesadas en el análisis de los fenómenos sociales, con énfasis en las diferentes perspectivas teóricas. De ahí la importancia de la realización de los Congresos Mundiales del IIS. De estos congresos ha realizado 37 de ellos. Siendo el más reciente el celebrado entre el 5 y 9 de julio de 2005 en Estocolmo (Suecia).
Hasta la creación de la Asociación Internacional de Sociología (AIS) en 1949, era la única instancia que reunía a los sociólogos en forma internacional. El IIS está afiliada desde 1971 a la AIS.
Entre sus miembros estuvieron destacados sociólogos, economistas y cientifistas sociales tales como Gumersindo de Azcárate, Franz Boas, Roger Bastide, Lujo Brentano, Emilio Castelar, Joaquín Costa,Theodor Geiger, Francisco Giner de los Ríos, Le Bon, Karl Mannheim, William F. Ogburn, Manuel Sales y Ferré, Eduardo Sanz y Escartín, Pitirim Sorokin, Georg Simmel, Werner Sombart, Ludwig Stein, Gabriel Tarde, Richard Thurnwald, Ferdinand Toennies, Thorstein Veblen, Alfred Vierkandt, Lester F. Ward, Sidney Webb, Max Weber, Leopold von Wiese y Florian Znaniecki. No formó parte del IIS Émile Durkheim y su grupo por diferencias con Worms.
Edita desde 1898 los Annales de l'Institut International de Sociologie que es la compilación de las actas y trabajos presentados en los Congresos Mundiales del IIS. Además del Revue International de Sociologie, creado 1893, hasta que su edición es asumida por la Universidad de Roma. 